# وینتسنباخ
وینتسنباخ (به فرانسوی: Wintzenbach) یک کمون در فرانسه با جمعیت ۵۹۷ نفر است که در Canton of Seltz واقع شده‌است.